# الكسندر فيدال
الكسندر فيدال (بالإنجليزية: Alexander Vidal)‏ هو سياسي كندي، ولد في 4 أغسطس 1819، وتوفي في 18 ديسمبر 1906. انتخب عضو مجلس الشيوخ الكندي.